# 2号科罗拉多州州道
2号科罗拉多州州道（英語：Colorado State Highway 2，SH-2）是美国科罗拉多州的一条南-北走向的州级公路，长约20英里（32），位于丹佛都會區东侧，南接285号美国国道（US-285），北接76號州際公路（I-76）和6号美国国道（US-6），是丹佛城东侧的一条重要的南北干线，被称为科罗拉多大道（英語：Colorado Boulevard）。原本路线穿过I-76后向北在布莱顿城区内接到7号科罗拉多州州道（SH-7），但在2010年这段线路归为布莱顿市管理，不再纳入州道系统。